# Cobitis paludica
Cobitis paludica (comunemente noto come cobite iberico) è un piccolo pesce d'acqua dolce appartenente alla famiglia Cobitidae.

## Distribuzione e habitat
È endemico della Penisola iberica centromeridionale, è stato introdotto anche nelle regioni settentrionali (bacini del Miño e del Nalòn).
Popola acque a corrente moderata o assente, con fondo sabbioso o fangoso, ricche di vegetazione acquatica.

## Descrizione
È molto simile al cobite europeo da cui è distinto soprattutto in base a caratteri genetici. Si può distinguere dall'affine Cobitis calderoni per il peduncolo caudale più grosso.
Le femmine possono raggiungere i 13 cm mentre i maschi non superano i 7.

## Biologia
Vive fino a 4 (maschi) o 5 anni (femmine). Le uova vengono deposte tra la vegetazione acquatica. Si nutre di piccoli invertebrati. È capace di superare le siccità estive in specchi d'acqua molto piccoli.

## Conservazione
Questa specie è in generale rarefazione a causa delle alterazioni dell'habitat (ad esempio a causa delle estrazioni di ghiaia) e dell'introduzione di specie aliene.

## Bibliografia

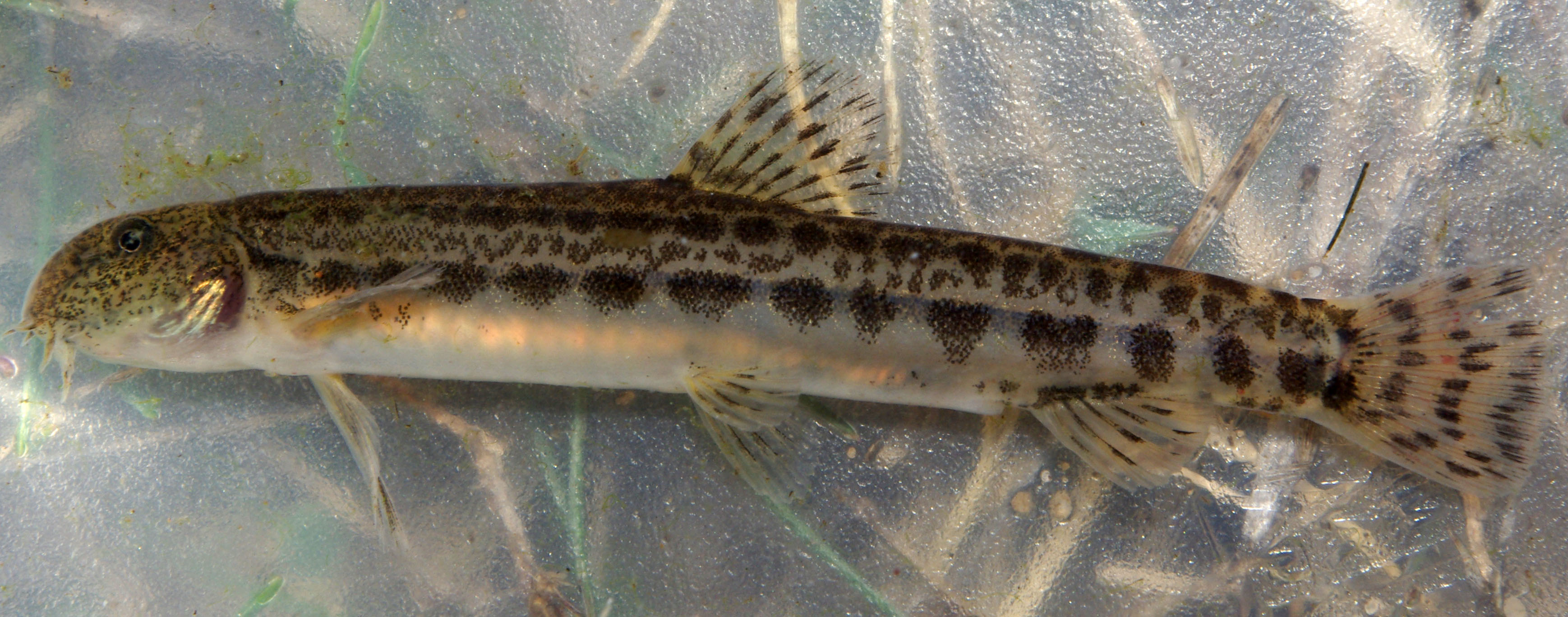